# Cook megye (Illinois)
Cook megye az Amerikai Egyesült Államokban, azon belül Illinois államban található. Megyeszékhelye Chicago, mely egyben a legnagyobb városa is. Lakosainak száma 5 275 541 fő (2020).

## Szomszédos megyék
- McHenry megye (északnyugat)
- Lake megye (észak)
- Lake megye (délkelet)
- Will megye (dél)
- DuPage megye (nyugat)
- Kane megye (nyugat)
- Porter megye (délkelet)
- Berrien megye (kelet)

## Népesség
A megye népességének változása:
| Lakosok száma | 5 198 853 | 5 212 589 | 5 227 992 | 5 240 700 | 5 238 216 | 5 275 541 |
|               | 2010      | 2011      | 2012      | 2013      | 2015      | 2020      |